# 크리오모나스목
크리오모나스목(Cryomonadida)은 사족충문에 속하는 종속영양 원생생물 분류군의 하나이다.

## 하위 분류
크리오모나스목은 크리오테코모나스속(Cryothecomonas)을 위해 1993년에 처음 생성되었다. 2005년 시나 아들(Sina Adl)외 공저자들은 그들의 분류 체계에 크리오모나스목을 포함시키지 않았지만, 크리오테코모나스속을 사족충류에 속하는 위치가 불확실한(incertae sedis) 분류로 분류했다.
사족충류에 속하는 크리오모나스목의 자매군은 에브리아류이다. 프세우도디플루기아속(Pseudodifflugia) 또한 밀접한 관계에 있다.
다음 속을 포함하고 있다.
- 크리오테코모나스속 (Cryothecomonas)
- Protaspis grandis[3]
- Lecythium[3]